# Kasstelsel
Het kasstelsel is een stelsel om de begroting mee op te stellen. Bij het kasstelsel worden alle betalingen die voor een bepaalde periode (meestal een jaar) worden voldaan, als uitgaven in de begroting opgenomen.
Het kasstelsel wordt toepast bij de Nederlandse Rijksoverheid, al wordt deze ook in combinatie met het verplichtingenstelsel gebruikt. Stel dat Rijkswaterstaat een nieuw wagenpark koopt, en het contract in het najaar van 2007 afsluit. De productie wordt in 2008 gestart, waarna in de zomer van dat jaar de nieuwe wagens gebruikt gaan worden. Deze wagens gaan vijf jaar mee en de totale kosten zijn 1.000.000 euro. Met het kasstelsel wordt de totale 1.000.000 euro op de begroting van 2009 geplaatst er van uitgaande dat de wagens in dat jaar volledig worden betaald.

## Omzetbelasting (btw)
In de Nederlandse Wet op de omzetbelasting 1968 (btw) bestaat ook een kasstelsel. Er wordt dan wel van voldoening naar ontvangsten gesproken. De ondernemer mag de btw dan aan de fiscus afdragen zodra hij de vergoedingen van zijn afnemers heeft ontvangen. Dit is een uitzondering op de hoofdregel dat het factuurstelsel gebruikt moet worden. In dit stelsel dient de ondernemer de btw af te dragen zodra hij een factuur heeft opgemaakt voor een klant. Het kasstelsel sluit beter bij de kasontvangsten van de ondernemer aan en is dan ook vooral voorgeschreven voor ondernemers die tegen contante betaling aan particulieren plegen te presteren. Er is voldaan aan dit vereiste wanneer voor minimaal 80% ten behoeve van anderen dan ondernemers gepresteerd wordt.  Art. 26 Wet OB noemt, dat er bepaalde ondernemers aangewezen kunnen worden op wie deze regeling van toepassing is. Het gaat hierbij bijvoorbeeld om winkeliers (inclusief 'webwinkels'), martkooplieden, kappers, glazenwassers en advocaten die hun praktijk alleen beoefenen. (art. 26 Uitvoeringsbeschikking OB). 